# ホワイトウォールタイヤ

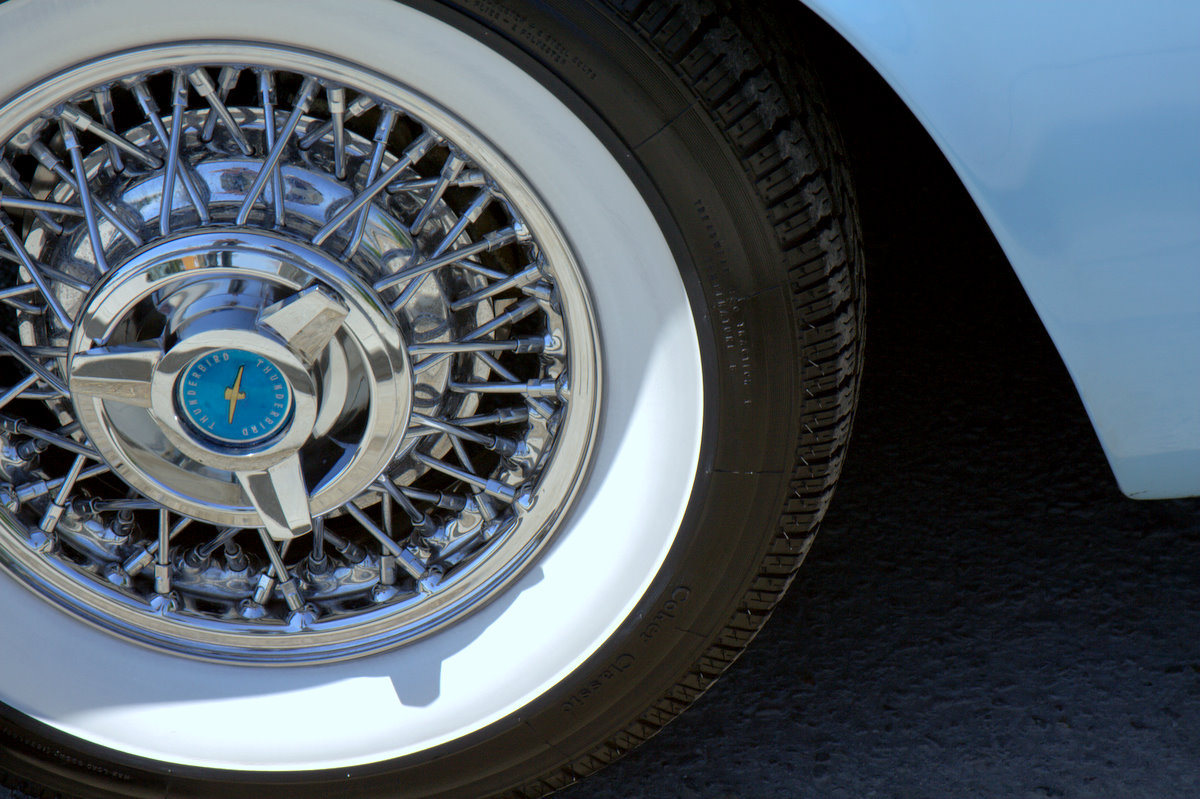
1957年式フォード・サンダーバードのホワイトウォールタイヤ

ホワイトウォールタイヤ（Whitewall tire ）は、側面全体が白く着色された、または側面に白いストライプが描かれたタイヤのことである。ホワイトサイドウォールタイヤ（WSWタイヤ）、ホワイトリボンタイヤともいう。
タイヤの原材料である天然ゴムは本来白色である。老舗のタイヤメーカーミシュランのイメージキャラクター「ビバンダム」が白く描かれているように、1800年代末に製品化された初期のゴムタイヤはもともと白色であった。ゴムにカーボンブラックを添加することで顕著な改質がなされ、1930年代頃には現在一般的に見られるカーボンの黒色に染まったゴム製品が普及したが、当初はタイヤは白という通念に容易になじまなかったため、磨耗する接地面以外の側面（サイドウォール）を白く塗ったのである。
しかしタイヤは走行時の変形を伴うため、ホワイトウォールの塗膜は短期間でひび割れや剥がれを生じ、美観の維持に頻繁な手入れを必要とする。時代が進み、黒いゴムタイヤがありふれた存在になっていくとともに、白色の装飾は細いリボンになっていき、1980年代頃までには廃れてクラシックスタイルとしてわずかに生き残っているのみである。この他、軍用車両は通常は迷彩塗装など実用本位の姿だが、閲兵式（パレード）など晴れの場では最小限度の装飾としてホワイトリボンがあしらわれることがあり、特に軍事力とその威儀を重んじる旧共産圏諸国などでよく見られる。タイヤ履きではない装軌（キャタピラ）車両でも足回りにホワイトリボンが描かれる場合がある。